# ジョン・ディーバス
ジョン・エリック・ディーバス（Jon Eric Debus  , 1958年8月31日 - ）は、アメリカ合衆国・イリノイ州出身の元プロ野球選手・野球指導者・監督。

## 来歴・人物
1980年、ロサンゼルス・ドジャースからドラフト21巡目で指名され契約。しかし、メジャーには昇格できず、1989年まで10シーズンマイナーリーグで外野手・捕手としてプレーした。マイナー通算成績は、927試合出場、打率.281。
1990年から指導者となり、マイナーリーグで打撃コーチや独立リーグノーザンリーグエルマイラ・パイオニアーズの監督を務めた。
2002年から2004年までドジャース傘下チームのキャッチング・コーディネーター、2005年はドジャースのブルペンコーチ、2006年は捕手巡回コーチを務めた。ドジャースの正捕手ラッセル・マーティンらを育成した。
2007年からオリックス・バファローズで打撃チーフコーチを務める。同年7月17日、対ロッテ戦で、試合中に発生した乱闘の際にロッテのコーチ高橋慶彦に暴力を振るったとして退場処分を受ける。
2008年5月21日、監督のテリー・コリンズの辞任に伴い、マイク・ブラウン投手チーフコーチとともに辞任。同年5月24日にブラウン、コリンズとともに帰国した。
2011年にはニューヨーク・メッツの監督に就任したコリンズの下でメッツのブルペンコーチを務めた。
妻マリーとの間に2人の息子がいる。